# 하라노정
하라노정(原町)은 1928년까지 미야기현 미야기군에 설치되었던 정이다. 1928년 4월 1일에 나토리군 나가정과 함께 센다이시에 편입하여 소멸하였다.

## 역사
- 1889년 4월 1일 - 정촌제 시행으로 3개 촌이 합병해 하라노정이 발족하였다.
- 1928년 4월 1일 - 나토리군 나가정과 함께 센다이시에 편입하였다.

### 철도
- 미야기 전기철도
  - ※ 현:동일본 여객철도 센세키 선